# スカイファイアー

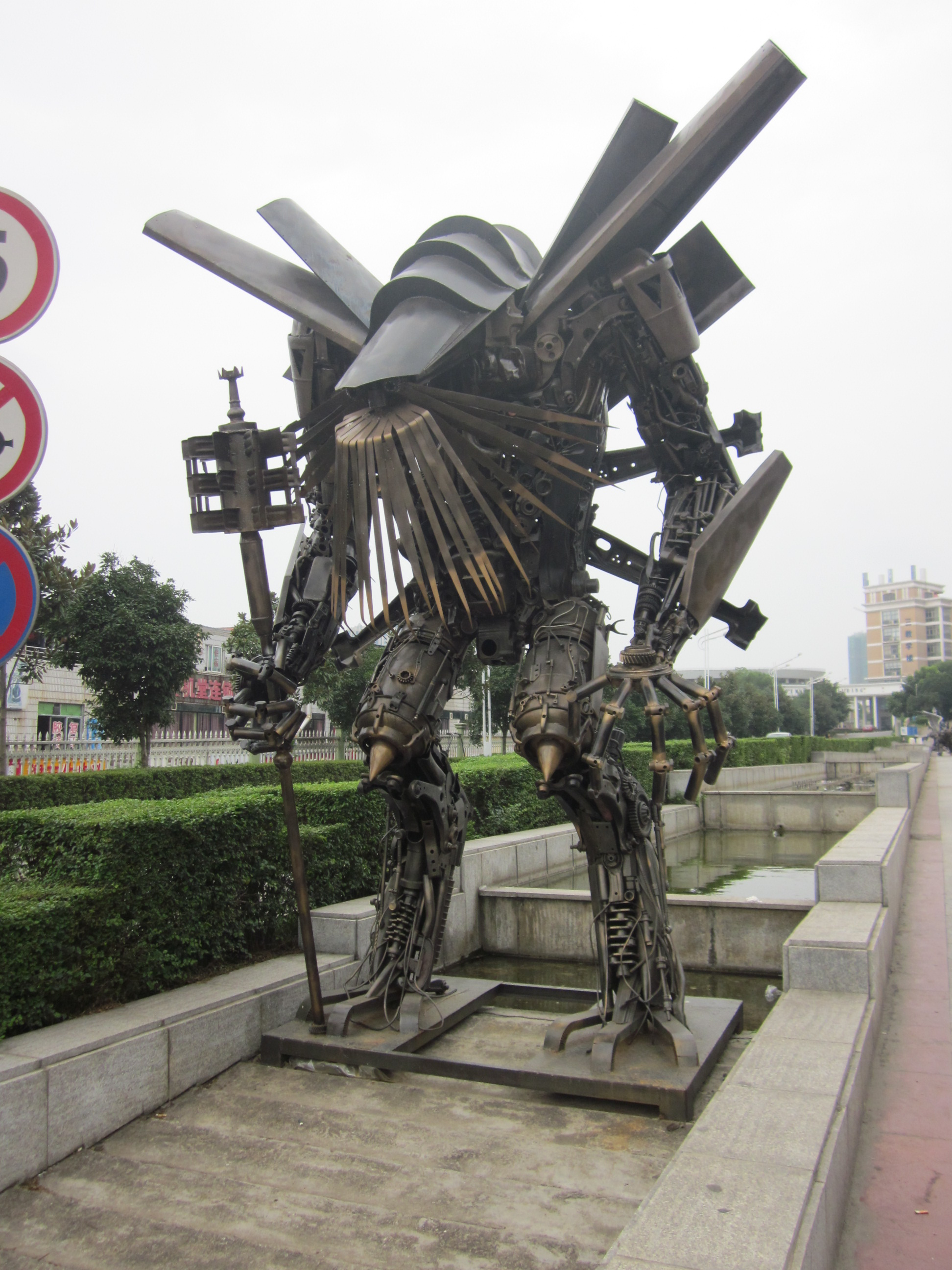
実写映画版のジェットファイア。

スカイファイアー（Jetfire）はタカラトミー（旧タカラ）とハズブロのロボット玩具シリーズ『トランスフォーマー』に登場するキャラクターである。当記事ではその派生キャラクターについても記述する。

## 戦え!超ロボット生命体トランスフォーマー
テレビアニメ『戦え!超ロボット生命体トランスフォーマー』では航空防衛戦士スカイファイアーとして登場。元デストロン所属であったサイバトロン戦士である。海外版での名称はJetfireとなっているが、アニメではSkyfireとなっている。
原語版ではグレッグ・バーガー、日本語版では阪脩、安井邦彦（テレビ未放映分）が声を担当した。

### キャラクター概要
第62話「スカイファイアーの再生」（原語版第7話『Fire in the Sky』）にて初登場。セイバートロン星の科学者であり、大戦以前はスタースクリーム/Starscreamの旧友だった。大型のSFジェット機に変形。宇宙にエネルギー探索に出た際に遭難、地球に墜落し北極の氷の中で長い間眠っていた。デストロン軍団によって発見され、スタースクリームに勧められるままに軍団に加入するも、温厚で争いを好まないスカイファイアーは彼らの非道なやり方に嫌気が差し、サイバトロン側に就く。デストロンの熱源強奪計画を打ち破るが、力尽きてしまい再び氷の中に消えてしまう。その後、サイバトロンたちによって救助され、正式にサイバトロン戦士となった。
武器はミサイルを発射する銃、四門の粒子ビームキャノン、八基の熱追跡光子ミサイル。ビークルモードでは人間やミニボットを初め、通常サイズのトランスフォーマーも乗せることが可能。
ニュージーランドのコミック版ではコンボイに代わりサイバトロンの司令官となる。
『トランスフォーマー ザ☆ヘッドマスターズ』では、第27話において彼らしきトランスフォーマーが後ろ姿で登場している。

### 玩具
元となった玩具はタカトクトイスから発売された『超時空要塞マクロス』の「VF-1S スーパーバルキリー」であり、パッケージにはタツノコプロの証紙も貼り付けられている。タカトクトイスの倒産後にバルキリーの設計、製造を請け負っていたマツシロにより生産されたがマツシロも経営危機に陥ったことから金型と販売権がバンダイに譲渡された後にも生産が続けられたためパッケージと本体刻印に「BANDAI」と記載されている物もある。日本では未発売となっており、海外でもごく短期間の販売に終わっている。

### 備考
テレビアニメでは当初玩具と同じデザインで登場すべく設定画も起こされ、海外のテレビCMではその姿で登場しているが、最終的には異なるデザインが起こされ原語版においては第7話に初登場。日本では発売が不可能であるキャラクターの宣伝を避けるため、当初は彼の登場する回は放映しない方針が取られた。英語版の第22話が日本版では第15話として放映した際にはスカイファイアーの登場シーンは編集により全面カットされている。終盤で方針が変更され、スカイファイアーが初登場した回は第62話という最終回間近になって放映されるも、2話が未放送となり後にLDなどの映像特典として収録された。日本でのテレビ未放映エピソードではガウォークそのものを思わせる形態に変形している。
当時発売された書籍ではサブタイトルリストの「スカイファイアーの再生」を除き、彼に関して触れられておらず、ケイブンシャより発売された『たたかえ!!トランスフォーマー』の「破滅の日」を特集したページではエアーボットのシルバーボルトに名前を取り違えられていた。

## トランスフォーマー G-2
玩具展開『トランスフォーマー G-2』ではデストロンのフーリガンの色替えで空中警護員ジェットファイヤー/JetFireとして登場。
テックスペックの座右の銘「科学の神秘の中に勝利の鍵がある」はG1スカイファイアーと同じ。能力値も地位が10から9になった以外は共通している。

## マイクロン三部作（ユニクロン三部作）
『超ロボット生命体トランスフォーマー マイクロン伝説』に始まるテレビアニメ作品、マイクロン三部作（ユニクロン三部作）に登場したキャラクター。シリーズでは一貫して副司令官の地位にある。

### マイクロン伝説
第1作『マイクロン伝説』では副司令官 ジェットファイヤー / Jetfireとして登場。
日本語版では千葉進歩、英語版がスコット・マクニールが声を担当した。
第12話にてシルエットの状態で登場し、第25話にて本格的に初登場した。「天空の騎士」を自称するようにサイバトロンの数少ない空中戦力である。地球に来る途中でスキャンしたスペースシャトルに変形する。一人称は「俺」。コンボイ / Optimus Primeたちが地球にいる間、セイバートロン星の留守を任されていたが、中盤において地球を訪れる。まだ若い戦士であるためとても好戦的で活気に溢れており、サイバトロンのムードメーカー的な存在であるが、ノリが軽く調子に乗りやすい面が見られ、物事を深く考えないタイプであり、仲間からだけでなく敵にさえ呆れられることもある。しかし、時に仲間を気遣ったりと冷静な面も見せる。
武器はプラズマブラスター。コンボイとリンクアップ（合体）することでジェットコンボイ / Jet Optimusになる。パートナーマイクロンはソナー / Cometor。

#### 玩具（マイクロン伝説）
日本では2003年3月から5月ごろに行われた「エボリューションキャンペーン」にて海外版が懸賞品として配布。6月に色彩を変更した国内版が「MC-09」のナンバーを与えられて発売。玩具はパートナーマイクロン・ソナー / Cometorが付属し、コンボイと合体することによりジェットコンボイ。さらにウルトラマグナスが加わることによりマグナジェットコンボイに合体できる。海外版の基準ではサイズはギガコン（GIGACON）。

##### その他の玩具
BIGトランスフォーマーver.2
カバヤから発売。彩色済みフィギュア。

### トランスフォーマー スーパーリンク
第2作『スーパーリンク』では副司令官 スカイファイヤー / Jetfireとして登場。G1とは日本語表記が微妙に異なっており、G1のキャラクターはスカイファイアーであるがこちらはスカイファイヤーである。
日本語版では檜山修之が声を担当。英語版は前作と同じ。
前作に引き続きスペースシャトルに変形するサイバトロン副司令官として活躍。グランドコンボイ / Optimus Prime率いるチームコンボイの一員であり、何事も恐れない熱血漢として描かれている。その一方でロードバスターたちの成長を見守る面や、「平和とは何のためのものであるか」を語るなどのシリアスな面も見せている。
第38話（海外版では第37話）にて、ユニクロンの攻撃により負傷するが、プライマスのエネルゴンの力によってスカイファイヤーS（ソニック） / Overcastにパワーアップする。
劇中では明確な形で前作のジェットファイヤーと同一人物であるとは明言されていないが、『テレビマガジン』の付録のビデオによれば地球人との交流に備えて姿を変えたとされている。

#### 玩具（スーパーリンク）
2003年12月27日に「SC-05」のナンバーを与えられて発売。ロードバスターとのセット箱「SS-02 スーパーリンクセット」も発売されている。2004年9月29日に「SC-25」のナンバーを与えられて「スカイファイヤーS」が発売された。エネルゴンウェポン（エナジースピア）が付属。海外版の基準ではサイズは共にメガクラス。国内版では音声ギミックが削除されている。
強化形態であるスカイファイヤーSの玩具は、海外ではOvercastという別キャラクターとして発売された。スカイファイヤーの兄弟であり、戦争を嫌って何世紀もの間、宇宙探索に出かけていたと設定されている。

##### その他の玩具
トランスフォーマー チューイングガム
カバヤから発売。彩色済みフィギュアで、他フィギュアとスーパーリンク（組替え）可能。上半身・下半身共にロードバスターと合体している。

### トランスフォーマー ギャラクシーフォース
第3作（最終作）『ギャラクシーフォース』では副司令官 ドレッドロック / Jetfireとして登場。マーケティング方針の違いにより、日本版と海外版では設定が異なっており、海外版では前作のスカイファイヤーと同一人物という設定。
日本語版では石川英郎、英語版がブライアン・ドラモンドが声を担当した。
An-225風のジャンボジェットに変形する。武器はドレッドガンと両脇腹部に配されたコックピット付近にあるミサイル。一人称は当初は「俺」だったが、第4話から「私」になった。常に冷静で論理的に物事を考える慎重派。生真面目な性格なため、周囲のメンバーや地球人であるコビーたちに振り回されることも多い。しかし、デストロンの横暴な振る舞いに激情したり、意外と挑発に乗りやすかったりするなど熱い面も持ち合わせている。初期メンバーが相次いでパワーアップする中、サイバトロンの中で唯一パワーアップしておらず、少し影が薄くなる傾向が見られ、戦闘よりも基地の留守を預かったり、移民トランスフォーマーたちに指示を出したりと、持ち前の判断力と分析力でギャラクシーコンボイ / Optimus Primeのサポート役を担う場合が多く、時として彼に真正面から異を唱えることもあるが、彼からの信頼も厚い。かなり早い段階で地球に赴き、移住の準備をして地球の乗り物のデータを集めていたため、他のトランスフォーマーに先駆けて地球のビークルをスキャンしている。第29話でソニックボンバーがリクエストした「翼生えててタフなやつ」に応えるだけのデータを保有していたため、スキャン対象となった乗り物のバラエティは多い。真面目かつ冷静沈着だが、心配性のため、エクシリオン（後のエクシゲイザー）とファストエイド（後のファストガンナー）という正反対な性格を持つ2人をスピーディアに派遣する際は任務に支障をきたすのではないかと心配していたが、結果的に彼らは衝突の末に和解したため、杞憂に終わった。一方、ソニックボンバーとは反りが合わないが、彼らとは対照的に周囲に心配されるシーンはなかった。目はバイザーで覆われているが、第43話ではバイザーの奥はカメラレンズのようになっている。また、第24話ではスタースクリーム（後のスーパースタースクリーム）の所為でギャラクシーコンボイとガードシェルとライガージャック（ジャックショットの強化形態）が氷の中に監禁されてしまい、続く第25話で助けるために取り乱してしまったこともあり、第39話では予防注射に近い予防プログラムのインストールを何がなんでも拒否しようとするなど、コミカルな一面も見られた。
最終話である第52話では新スペースブリッジ建設隊のリーダーとなったにギャラクシーコンボイ代わってサイバトロン総司令官代理で宇宙連合の議長となり（ライガージャック（ジャックショットの強化形態）からは「少し頼りない」と言われてしまったが、本心では応援していた際、エクシゲイザー（エクシリオンの強化形態）に小突かれた）、セイバートロン星に戻った移民トランスフォーマー（ブラーとスーパーカー型のトランスフォーマー2体（赤、黄色）とシグナルランサーとロングラックは除く）と共に残った。その後のエピローグでは議会をしている様子が描かれた。
フォースチップを背部（ロボットモード時に挿入）にイグニッションすることで、「ドレッドキャノンバーストアタック」（第4話から発動）を放ち、玩具ではビークルモード（この時は後部に挿入）での発動も可能になっているが、アニメでの設定画が存在する。必殺技は両肩のエンジンから竜巻を放つ「ジェットストリーム」。
2期オープニング映像では、第38話からサンダークラッカーとの対決シーンが描かれ、後に本編では第43話で実現している。
終了後のジャンクションでは第42話でソニックボンバーと共に担当した（映像は第38話の流用）。
漫画版では第2話、第4話、第8話、最終話である第9話で登場。ここではバイザーの奥の眼は双眼になっている。
データは全長は4.6m、重量は7.4tになっている。
海外版では『Energon』（スーパーリンク）での戦争が終結した後、一時期Nebulon（ネブロン）という惑星に移住し、この間に現地人に近い訛りの喋り方で喋るようになったという、声優が変更されたことに配慮したと思われる設定がなされている（英語版では、実際にオーストラリア訛りの英語で喋るという演出が見られる）。

#### 玩具（ギャラクシーフォース）
2004年12月28日に「GC-04」のナンバーを与えられて発売。海外版の基準ではサイズは共にウルトラクラス。付属フォースチップは「セイバートロン星（サイバトロン）」。

## トランスフォーマー/リベンジ
実写映画『トランスフォーマー/リベンジ』ではジェットファイア/Jetfireとして登場。
声はマーク・ライアンが担当。日本語吹き替え版のキャストは乃村健次。ゲーム版ではクライヴ・レヴィルが担当。
オプティマスやメガトロン並みに大柄な体格を持つトランスフォーマー。「リーダーのマトリクス / Matrix of Leadership」を求めるザ・フォールン / The Fallenの命令で地球に潜伏していたシーカーの一人。しかし、非道なディセプティコンを嫌ってオートボット側に寝返り、身を隠すためSR-71ブラックバードに擬態・スミソニアン航空宇宙博物館に展示されていた。
サムたちが接触して活動を再開したが、長い間エネルゴンを摂取していなかったため動くたびにパーツが零れ落ちるなど激しい肉体の老朽化が見られた。常に腰を曲げ、ランディングギアを杖として使用している。スペースブリッジにアクセスする能力を持ち、長距離のテレポートを行うことができるが、劇中では老朽化の影響のためか完全には使いこなし切れていなかった。
性格は豪快そのもので、「私の時代の戦い方を教えてやる!!」と相手を引き倒し踏み潰していた。言動にはかなりいい加減で曖昧な部分がある。しかし、誰も解読できなかった古代のサイバトロン語の意味やザ・フォールンの野望、マトリクスの重要性をサムたちに伝え、終盤では彼らのピンチに駆けつけるなど、物語のキーマンとして活躍した。最後は「自分は今まで価値ある行いをしてこなかった」と自分の行いを償うかのように自らスパークを引き抜いて命を絶ち、オプティマス・プライム / Optimus Primeと合体（ユナイト）しザ・フォールンすら凌ぐ圧倒的な力を与えた。
小説版ではシーカーの一人であるランサック/Ransackとの因果関係が描かれている。
歴代のジェットファイア（スカイファイアー）の設定が踏襲されたキャラクターであり、古い時代から地球に潜伏していたというG1の設定と、オプティマスとの合体・好戦的な性格といったユニクロン三部作で見られたキャラクター性が統合されている。
玩具はリーダークラスのものの他にEZコレクション版が発売しており、ともにオプティマス・プライムとの合体ギミックが備わっている。

## トランスフォーマー アニメイテッド
テレビアニメ『トランスフォーマー アニメイテッド』ではエリートガード初級士官ジェットファイアー/Jetfireとして登場。ジェットストーム/Jetstormの双子の兄弟。
原語版ではトム・ケニー、日本語版は山口勝平が声を担当した。
第34話「ワスプの復讐」（原語版第34話「Where Is Thy Sting?」）にて初登場。SFジェット機に変形。エリートガードの一員。ジェットストームと共にスタースクリームのデータを解析して生み出された戦士であり、ジェットストームと合体することでエリートガード超速戦士セーフガード / Safeguardになる。また、ビークルモードの状態でドッキングすることもできる。
スパイ容疑を掛けられたワスプを逮捕するべく、センチネル/Sentinel Primeの部下として地球を訪れた。当初は地球の航空機とあまりに違う飛び方で飛行していたため、オプティマス部隊の面々にディセプティコンと間違われてしまった。名前の通り、炎を操る能力を持っている。メンバーの中でも年少なためか、やや無邪気な面が見られた。
『勇者エクスカイザー』のレイカーブラザーズや『勇者王ガオガイガー』に登場した竜型ロボット兄弟のオマージュ的なキャラクターであり、その合体シークエンスは超竜神のものとほぼ同じ構図になっている。

### 玩具（アニメイテッド）
2010年6月19日に「TA-21」のナンバーを与えられて発売。ジェットストームとのセット箱「セットG」も発売されている。アニメでの登場よりもかなり早い段階で発売されたため、劇中でこのことをネタにした台詞がある。開発担当は蓮井章悟。

## 変形!ヘンケイ!トランスフォーマー
玩具シリーズ『変形!ヘンケイ!トランスフォーマー』では、デザインはIDW版コミック『The Transformers: Stormbringer』のものがベースとなっており、アニメ版のデザインとバルキリーを思わせる旧玩具の意匠をミックスしたものになっている。開発担当は邦弘高史。
玩具に付属しているコミックではG1アニメとほぼ同様の経緯で登場するが、スタースクリームが製作したマスク型の洗脳装置によって操られ、デストロンの手先となってしまう。しかし、途中で自身の意思を取り戻し、弱者を守るためにサイバトロン戦士となる。
かなり強引であるが、この玩具ではガウォークを思わせる形態に変形させることもできる。
2010年には『トランスフォーマーガム』でキット化されている。